# Jean-Luc Fichet
Pour les articles homonymes, voir Fichet.
Jean-Luc Fichet, né le 15 juillet 1953 à Saint-Brieuc-de-Mauron (Morbihan), est un homme politique français, sénateur socialiste du Finistère et ancien maire de Lanmeur.

## Biographie
Éducateur spécialisé de formation, il était maire de Lanmeur de 1989 à 2017, conseiller général du Finistère de 1998 à 2011. En 2001, il a pris l'une des vice-présidences du conseil général. Il a été élu Sénateur le 21 septembre 2008 sénateur lors des élections sénatoriales. Il est notamment auteur d'un rapport parlementaire sur l'herboristerie. En 2014, il devient Président de la communauté d'agglomération de Morlaix.
Il redevient sénateur le 25 septembre 2017, en remplacement de François Marc, démissionnaire de son mandat. Membre de la commission des Lois, membre du bureau du groupe socialiste, il s’intéresse aux questions liées à la santé et aux territoires. 
Pour l'élection présidentielle de 2022, Jean-Luc Fichet accorde son parrainage à Anne Hidalgo (PS).

## Activité législative
Le 3 janvier 2024, il est chargé par la Première ministre d'une mission temporaire « ayant pour objet l'amélioration de la prise en compte des savoirs et expériences des personnes en situation de pauvreté et de précarité pour transformer les services public.»

## Décorations
- Chevalier de la Légion d'honneur (2015)